# Teatro de Arena (Porto Alegre)
Nota: se você procura o teatro de São Paulo, consulte Teatro de Arena.

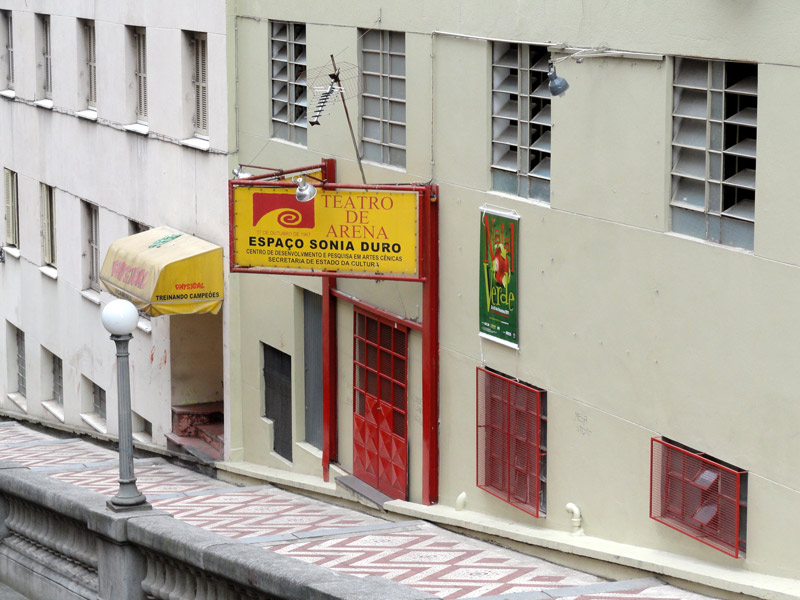
Entrada do Teatro de Arena

O Teatro de Arena de Porto Alegre é um teatro situado na cidade de Porto Alegre, Brasil.
Foi fundado em 17 de outubro de 1967 por artistas do Grupo de Teatro Independente (GTI), liderados por Jairo de Andrade. Também faziam parte do GTI os artistas Alba Rosa, Araci Esteves, Hamilton Braga e Câncio Vargas.  A época era da ditadura militar, mas o Teatro de Arena se caracterizou pela sua atuação politicamente engajada, criticando o regime. Contudo, por fatores econômicos, o teatro foi fechado em 1979.
Mais tarde, lideranças culturais atuando no Governo do Estado, como Dilmar Messias e Carlos Jorge Appel, passaram a procurar o restabelecimento do organismo e criar um Centro de Documentação e Pesquisa. Em 1988, foi considerado de utilidade pública e então foi incorporado pela Secretaria Estadual da Cultura. O espaço foi reformado e reaberto em 1991, passando a abrigar diferentes propostas.
Atualmente, a casa tem um palco em forma de arena de três lados, com capacidade para 110 espectadores, e uma área de atuação central de 4,00 m X 4,80 m, além de equipamentos de som e luz, camarins e demais instalações para as artes cênicas. Oferece uma programação variada ao longo de todo o ano.